# Reichskommissariat Ukraine
Reichskommissariat Ukrajina (njem.:Reichskommissariat Ukraine, Reichovo povjerenstvo za Ukrajinu) je za vrijeme Drugog svjetskog rata bila administrativna uprava Trećeg Reicha u Istočnoj Europi.
U sastav Reichskommissariata Ukrajine je ušla Ukrajinska SSR, bez Transnistrije i Istočne Galicije, ali s Krimom. Teritorij se dijelio na generalne kotare. Središte administracije je bilo u Rovnom. Ovo je područje bilo pod upravom Ministarstva za okupirana istočna područja na čelu s Alfredom Rosenbergom. Predstavnik vlasti bio je Erich Koch.

## Povijest
Iznenađeni i sami neobično brzim i dubokim prodorom u Sovjetski Savez, Nijemci su odlučili osnovati posebno ministarstvo čiji je zadatak bio uprava nad novoosvojenim teritorijima na istoku. U srpnju su odlučili te teritorije podijeliti na dvije administrativne jedinice; Reichskommissariat Ostland i Ukrajinski Reichskommissariat i uvesti civilnu upravu. Sam Adolf Hitler pridodao je u kolovozu 1941. oblast Volhyniau, i krajeve oko grada Rovnog Ukrajinskom Reichskommissariatu, koji na tome nije stao, već se nastavio povećavati kako je njemačka vojska sve dublje prodirala u Sovjetski Savez.
Pojedine oblasti Sovjetskog Saveza su ipak ostale pod izravnom kontrolom Wehrmachta, ali je unatoč tome Reichskommissariat Ukrajina, negdje početkom 1943. zauzimao površinu od 33 927 km², prostor na kom je živjelo gotovo 17 milijuna stanovnika. Administrativni centar bio je grad Rovno. Štab visokog časnika SS-a i policije Hansa-Adolfa Prutzmanna nalazio se u Kijevu.
Vlasti Trećeg Reicha su pomagali u radu Ukrajinske pravoslavne crkve, koja je trebala imati ključnu ulogu u oslobađanju Ukrajinaca od tuđinske ruske vlasti. Nešto bolju situaciju imali su Ukrajinci iz Galicije, jer se tamo (premda ograničeno) ipak dopuštalo puno više aktivnosti, iako pod vrlo centraliziranom kontrolom.
Ukrajinski nacionalisti okupljeni oko OUN na samom početku njemačke inavazije na SSSR nisu krili svoje otvorene simpatije prema nacionalsocijalistima, nadajući se da će im oni dodijeliti vlast, kao što su to uradili po nekom drugim krajevima. Kad su uvidjeli da od toga neće biti ništa, počeli su smanjivati svoju dotadašnju otvorenu podršku i suradnju s vlastima, i okretati se vlastitoj ilegalnoj aktivnosti po istočnim dijelovima Reichskommissariata. S druge strane komunističke organizacije po istočnoj i centralnoj Ukrajini, prešle su u ilegalu (što im nije bilo teško, jer su tako oduvijek radili) pa su već 1941. organizirani i Sovjetski partizani po šumama sjevera. Partizanske jedinice počele su se organizirati početkom 1942. u Volhyniaju, kasnije su uspjeli osnovati i nešto jedinica po Galiciji. Njihove jedinice postale su poznate pod imenom Ukrajinska ustanička armija (Українська Повстанська Армія). Ona se s jedne strane borila protiv Wehrmachta, ali i protiv Sovjetskih partizana.
Nakon pobjede nad jedinicama Wehrmachta u Bitci kod Staljingrada početkom 1943. sovjetska Crvena armija krenula je u snažnu kontraofenzivu prema zapadu. Tako da su se već sredinom 1943. Nijemci počeli polako izvlačiti iz Ukrajine. Crvena armija u studenom zauzima Kijev i kreće prema zapadnim granicama SSSR-a. Kako bi se bojište pomicalo, tako se pojačavala i aktivnost partizanskih jedinica, ali je i rastao i broj civilnih žrtava rata, jer su se u pozadini odigravali i krvavi izrežirani sukobi između Ukrajinaca i Poljaka. Od proljeća 1944. Crvena armija je počela prodirati u Galiciju, pa je do kraja listopada čitava Ukrajina opet bila pod sovjetskom kontrolom.

## Demografija
Službeni njemački tisak, 1941. godine, izviještava o 37,000,000 ukrajinskog gradskog i seoskog stanovništva. Tijekom postojanja Reichskommissariata Nijemci su izvršili službeni popis stanovništva, 1. siječnja 1943. godine, iznoseći podatke o 16,910,008 stanovnika. 1926. sovjetski službeni popis bilježi broj gradskog stanovništvo 5,373,553 i seoskog stanovništva, 23,669,381 (ukupno 29,042,934). Godine 1939. novi popis ukrajinskog gradskog stanovništva iznosi 11,195,620 stanovnika i seoskog stanovništva, 19,764,601 (ukupno 30,960,221). 

## Poveznice
- Treći Reich
- Drugi svjetski rat
- Operacija Barbarossa
- Ostland